# Kse diev

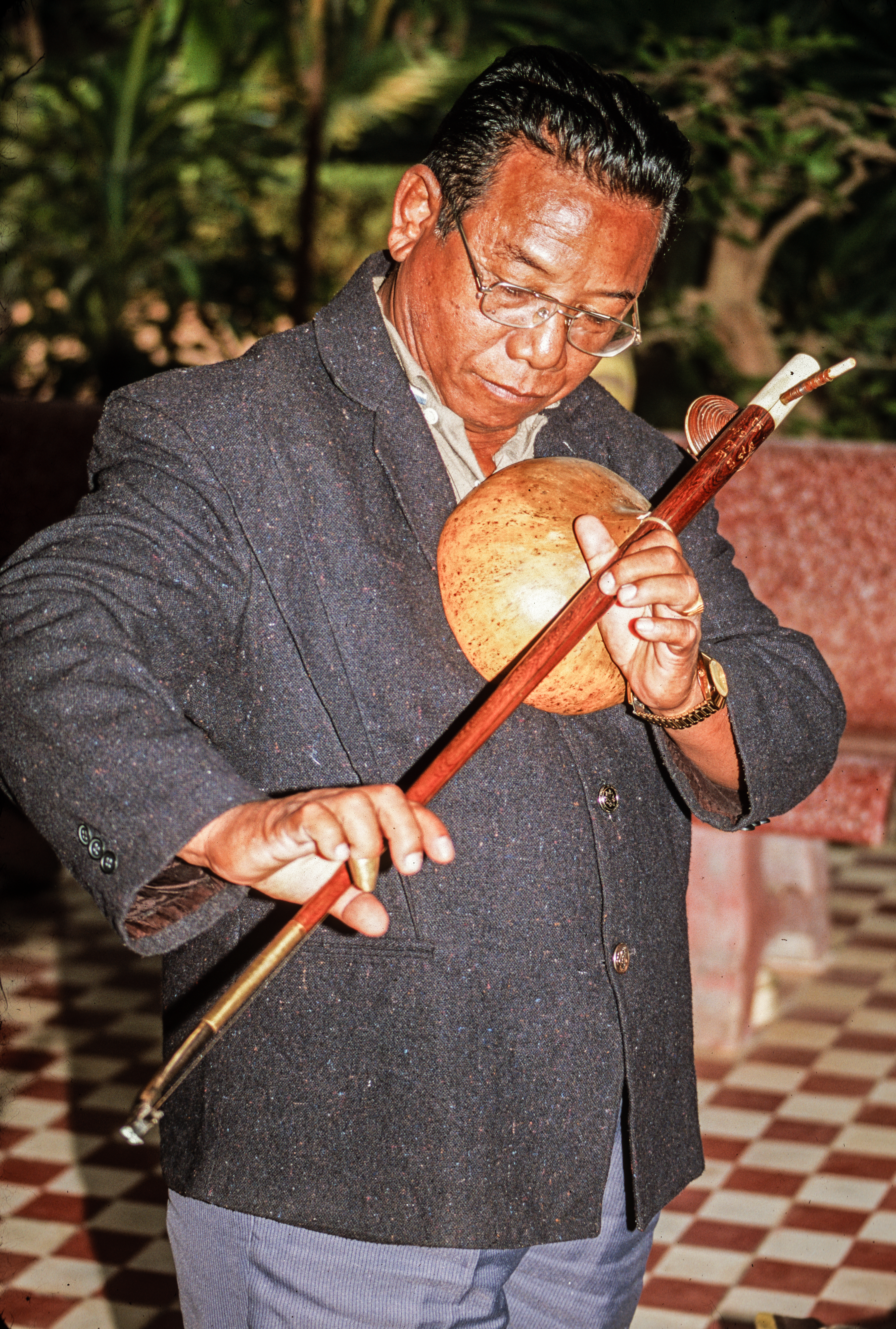
Yoeun Mek (* 1940), ein bekannter Spieler der zweisaitigen Spießgeige tro u und Überlebender der Khmer-Herrschaft mit einer kse diev, 2001.

Kse diev, auch sadev, sadiev, say diev, khse muoy (kambodschanisch „eine“ oder „einzelne Saite“), ist eine einsaitige gezupfte Stabzither ohne Bünde, die in der kambodschanischen Musik solistisch, in den phleng kar-Hochzeitsensembles und in den bei Geisterbeschwörungsritualen benötigten phleng arak-Ensembles gespielt wird. Das heute selten gewordene, älteste kambodschanische Saiteninstrument geht wie die gleichartige indische tuila in Form und Spielweise auf eine frühe Bauart der vina zurück, wie sie auf Reliefs an indischen Tempeln aus dem 1. Jahrtausend zu sehen ist.

## Bauform
Stabzither oder Musikstab bezeichnet einen geraden starren Saitenträger mit einer oder mehreren, zwischen beiden Enden gespannten Saiten. Der ähnliche Musikbogen besitzt hingegen einen gebogenen und biegsamen Saitenträger. Beide Grundformen eines Saiteninstruments benötigen zur Klangverstärkung mindestens einen mit dem Saitenträger verbundenen Resonanzkörper. Die kse diev besteht aus einem 80 bis 90 Zentimeter langen Holzstab, der am unteren Ende einige Zentimeter aufgebogen ist, und einem Resonator aus einer halben Kalebasse, deren Durchmesser etwa 20 Zentimeter beträgt. Eine dünne Saite aus Metall (Kupfer) verläuft vom unteren gebogenen Ende, dessen Spitze als Kopf einer Naga gestaltet ist, in einem spitzen Winkel bis zu einem hinterständigen Holzwirbel am oberen Ende. Früher wurde sie hier mit einer Baumwollschnur direkt am Saitenträger festgebunden. Die Kalebasse ist in der Mitte durchbohrt und mit einer durch die Bohrung gezogenen Schnur oder einem Gummiband etwa 20 Zentimeter vom oberen Ende über ein kurzes Zwischenstück mit dem Stab und der Saite verbunden, die hierdurch bis an den Stab niedergedrückt wird. Somit ist eine direkte Schallübertragung von der Saite auf den Resonator gewährleistet.

## Spielweise
Der Spieler hält die kse diev diagonal vor dem Oberkörper mit der Kalebassenöffnung gegen den linken oberen Brustbereich. Mit dem Daumen der linken Hand drückt er an der Befestigungsstelle der Kalebasse von unten gegen den Saitenträger und verkürzt mit den übrigen Fingern die Saite. Den rechten Arm fast ganz ausgestreckt zupft er mit einem über den Mittel- oder Ringfinger gezogenen Röhrchen aus Plastik oder Kupfer die Saite am unteren Ende. Während der Spieler zupft, berührt er mit dem Zeigefinger oder Mittelfinger der rechten Hand die Saite auf einem Drittel, Viertel oder Fünftel ihrer Länge, um sie sofort wieder loszulassen. In Kombination mit den Fingern der linken Hand, die immer in der ersten Lage verbleiben, gelingt es mit dieser ungewöhnlichen Spielweise zwölf Noten zu spielen. Eine ebensolche Technik verwenden die Munda, eine Adivasigruppe im ostindischen Bundesstaat Odisha, die mit ihrer tuila ein prinzipiell gleiches, aber einfacher gefertigtes Instrument spielen. Zur feinen Klanggestaltung, Veränderung der Tonhöhe und Lautstärke kann die Öffnung der Kalebasse näher oder weiter an die Brust gehalten werden. Diese Art der Klangbeeinflussung wird auch bei der tuila und vor allem bei Musikbögen in Afrika praktiziert, außerdem bei einigen afrikanischen Lamellophonen, der Kerbstegzither mvet in Kamerun und bei der seltenen Stieltrommel sahfa im Jemen. Der Ton klingt etwas dumpf und erinnert stellenweise an ein Lamellophon.
Die kse diev gehört zum ältesten kambodschanischen Ensemble, dem phleng arak (phleng arakk), mit dem ein Medium in Trance gerät, um Geister zu beschwören und die Ursache von Krankheiten herauszufinden. Wenn auf dem Land jemand krank wird, sind nach dem Volksglauben die Geister erzürnt. Freunde und Verwandte laden dann ein Medium ein, um eine Zeremonie namens banhchaul roup („in den Körper eintreten“) oder banhchaul arakk („der Wächter tritt ein“) zu veranstalten. Andere Saiteninstrumente, die zum phleng arak-Ensemble gehören, sind die zwei- bis dreisaitige Stachelfiedel tro khmer und die Langhalslaute chapey dang veng. Ergänzt werden sie vom schrill klingenden Doppelrohrblattinstrument pey prabauh, nach dessen Tonhöhe die Saiteninstrumente gestimmt werden, der Bechertrommel skor dey und Gesang (chamrieng). Im ältesten traditionellen Hochzeitsorchester phleng kar (oder phleng khmai), das auch bei der Hausbauzeremonie und anderen Familienfeiern auftritt, spielen etwa dieselben Instrumente zusammen.
Überwiegend wird die kse diev wegen ihres leisen und eher perkussiven Tons solistisch gespielt. Während der Herrschaft der Roten Khmer von 1975 bis 1978 war jegliche Art von musikalischer Betätigung verboten; unter den Millionen Todesopfern war auch ein Großteil der Musiker. Seither halten nur noch wenige junge Musiker die alte Tradition der kse diev aufrecht. Sie haben das Instrument bei Sok Duch (* 1926) erlernt, dem einzigen überlebenden kse diev-Meister.

## Herkunft und Verbreitung

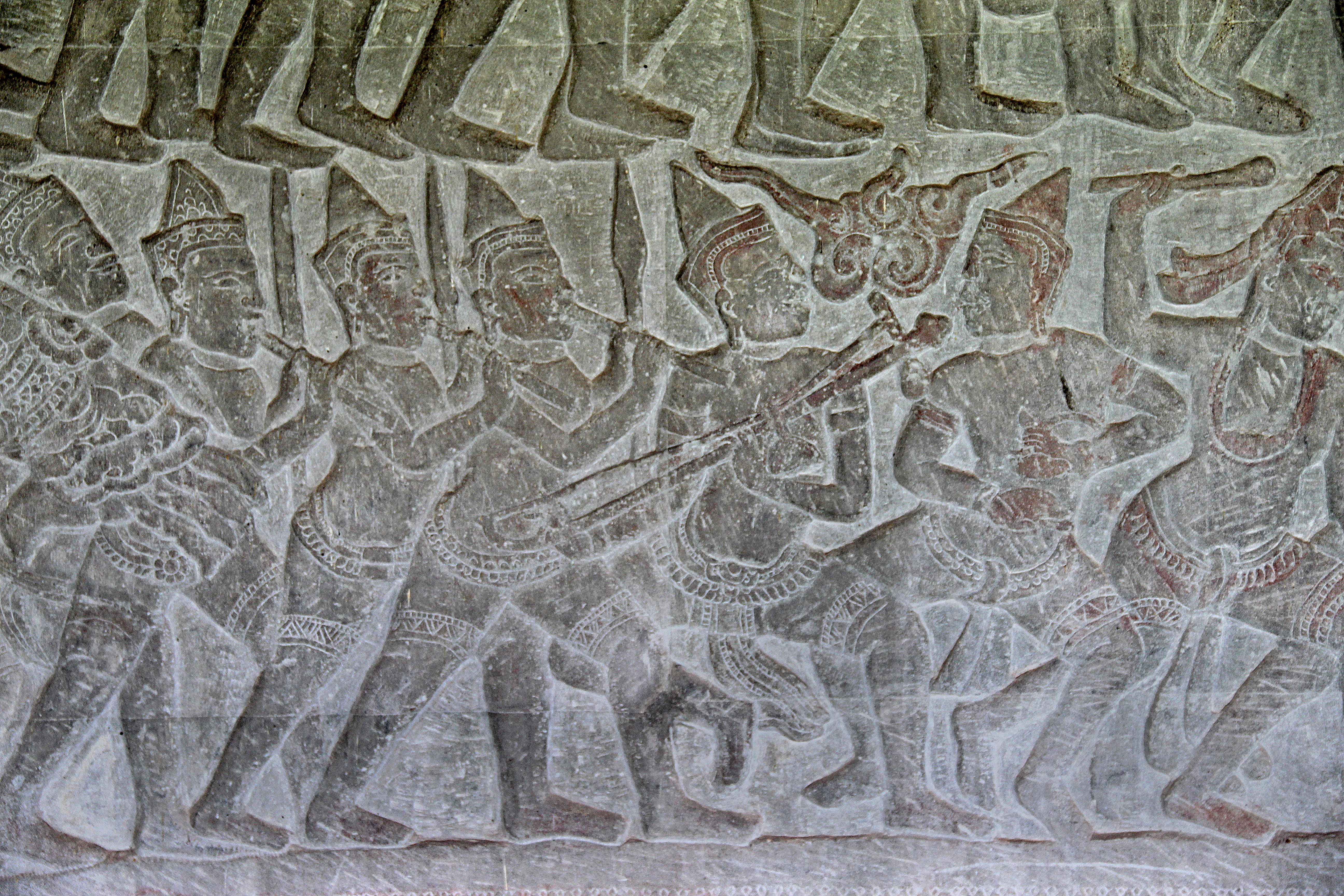
Musikgruppe mit einer kse diev auf einem Flachrelief am Angkor Wat. Nordgalerie, 16. Jahrhundert.

In Indien ist die in ländlichen Gebieten von Odisha noch bekannte tuila die vermutlich einzige Stabzither, deren Aussehen und Spielweise auf eine alapini vina genannte Form der altindischen Stabzither vina zurückgeht, wie sie an buddhistischen und hinduistischen Kultbauten vom 5. bis zum 9. Jahrhundert häufig und später seltener abgebildet wurde. Bis zur Mitte des 1. Jahrtausends waren vinas – ursprünglich ein allgemeiner Begriff für Saiteninstrumente – meist Bogenharfen. Während Bogenharfen in Indien verschwanden, leben sie unter der Bezeichnung saung gauk als indischer Kulturimport im Myanmar weiter. Zwischen dem 9. und dem 13. Jahrhundert fand der Übergang zu den heute in Indien gebräuchlichen Stabzithern statt, die durch einen wesentlich dickeren Saitenträger und einen zweiten Resonanzkasten am unteren Ende gekennzeichnet sind. Die in Nordindien rudra vina genannte Stabzither besitzt anstelle der halben nun zwei große vollrunde Kalebassen als Resonanzkörper, deren oberer über der linken Brust nach hinten hängt. Dieses ausgereifte mehrsaitige Instrument mit der geänderten Spielhaltung gelangte nicht nach Südostasien, sondern allein die ältere einfache Form. In Kambodscha findet sich die Stabzither Roger Blench (2006) zufolge an einigen Reliefs am Bayon, der Anfang des 13. Jahrhunderts erbaut wurde. Die früheste bekannte Khmer-Darstellung einer Stabzither – mit dem Resonanzkörper in Brusthöhe – ist an einem Tempel von Sambor Prei Kuk (in der Provinz Kampong Thom) aus dem 7. Jahrhundert erhalten. Eine weitere Stabzither wird von einem Musiker schräg vor dem Körper gehalten, dessen vollplastisches Relief am Phnom Chisor (in der Provinz Takeo) aus dem 11. Jahrhundert erscheint. Die detaillierteste Darstellung einer Stabzither, auf der die Saite und der Stimmwirbel zu erkennen sind, gehört zu den an der Nordgalerie des Angkor Wats (erbaut im 12. Jahrhundert) nachträglich im 16. Jahrhundert angebrachten Flachreliefs. Form und Größe des Resonanzkörpers lassen dem Musikethnologen Patrick Kersalé zufolge ein Instrument mit einer Kokosnusshalbschale erkennen.

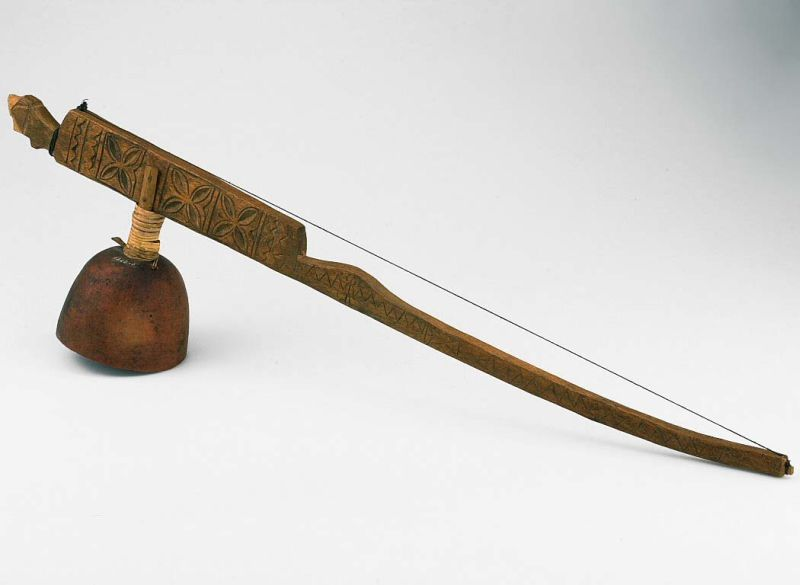
Der kse diev ähnliche Stabzither vermutlich von der indonesischen Insel Sumba. Tropeninstitut Amsterdam, vor 1939.

Einsaitige Stabzithern und Musikbögen sind in Indien bis auf einige Nischen in der ländlichen Volksmusik verschwunden, in Thailand gibt es noch die phin nam tao mit Kalebasse, in Sulawesi dunde, santung und falundo, auf der ostindonesischen Insel Sumba die jungga und auf Halmahera die sulepe. Einer weithin akzeptierten Ausbreitungstheorie zufolge gelangte der Typus der indonesischen Stabzithern mit malaiischen Seefahrern ab der zweiten Hälfte des 1. Jahrtausends nach Ostafrika und Madagaskar. In weiten Teilen Ostafrikas ist die Plattstabzither zeze verbreitet.
Besonders eng verbunden sind die thailändische und kambodschanische Musikkultur, da nach der Eroberung des Khmer-Reichs durch die Thai im 15. Jahrhundert viele Khmer nach Ayutthaya zogen und dort ihre Tradition weiterpflegten. Die alte thailändische phin nam tao wird als identisch mit der kse diev oder als deren Abkömmling betrachtet. Erstere gilt wiederum als Vorfahr der phin phia, einer zwei- bis fünfsaitigen Stabzither mit einer Kokosnusshalbschale als Resonator, die zur Tradition des Lanna-Reiches gehört und in der Region Chiang Mai im Norden Thailands gespielt wird.

## Diskografie
- Cambodia: Folk and Ceremonial Music. LP produziert von Jaques Brunet. (Musical Atlas – Unesco Collection) EMI Odeon, 1973
- The Music of Cambodia. Vol. 3: Solo Instrumental Music. CD produziert von David und Kay Parsons. Celestial Harmonies, 1994, track 5: Khan Heuan: Phat Cheay (solo kse diev)